# Krwawe walentynki 3D
Krwawe walentynki 3D (tytuł oryg. My Bloody Valentine 3D) – amerykański horror z 2009 roku w reżyserii Patricka Lussiera. Remake kanadyjskiego horroru Moja krwawa walentynka z 1981 roku.

## Zarys fabuły
Główny bohater filmu, Tom Hanniger, powraca do rodzinnej miejscowości Harmony. Jego przyjazd zbiega się z dziesiątą rocznicą masakry, w której zginęło dwudziestu dwóch mieszkańców miejscowości. W Harmony ponownie zaczynają ginąć ludzie, a Tom staje się głównym podejrzanym.

## Obsada
- Jensen Ackles jako Tom Hanniger
- Jaime King jako Sarah Palmer
- Kerr Smith jako Axel Palmer
- Edi Gathegi jako Deputy Martin
- Tom Atkins jako Burke
- Megan Boone jako Megan
- Betsy Rue jako Irene Sparco
- Kevin Tighe jako Ben Foley
- Colette Callista jako Heidi Swift
- Marc Macaulay jako Riggs
- Richard John Walters jako Harry Warden
- Betsy Rue jako Irene
- Brandi Engel jako Nastoletnia przybłęda
- Denise Dal Vera jako Pielęgniarka
- Annie Kitral jako Urzędniczka
- Edi Gathegi jako Zastępca szeryfa Martin

i inni.